# Cratere Ruit
Ruit  è un cratere sulla superficie di Venere.